# Барач, Матео
Мате́о Ба́рач (хорв. Mateo Barać; род. 20 июля 1994, Синь, Сплитско-Далматинская жупания) — хорватский футболист, защитник клуба «Вараждин». Бывший игрок сборной Хорватии.

## Клубная карьера

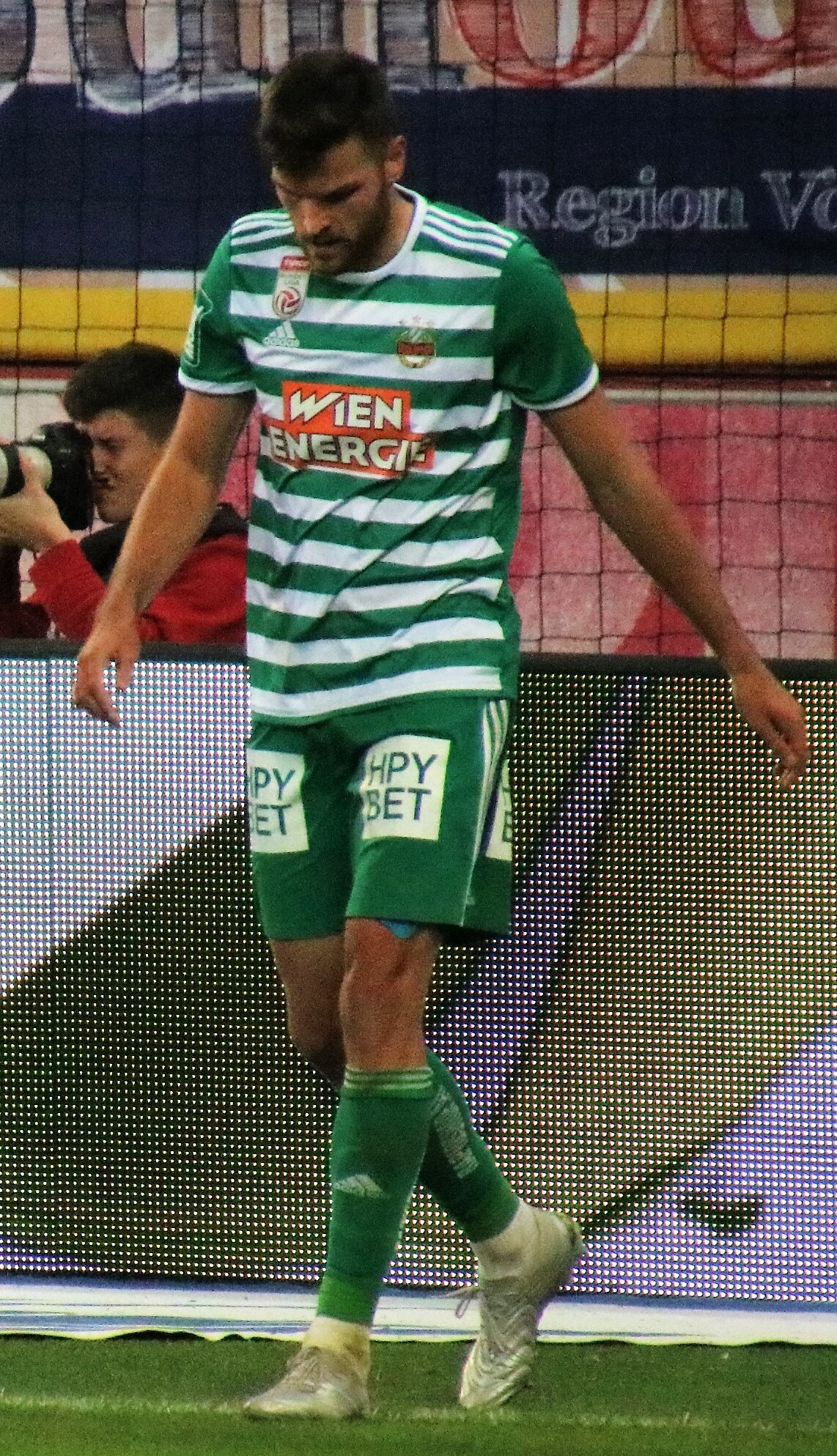
Барач в составе венского «Рапида»

Барач — воспитанник клуба «Юнак» из своего родного города. В 2010 году Матео перешёл в футбольную академию «Хайдука», но не выдержал конкуренции и вернулся. Дебютировать на взрослом уровне за родную команду не удалось, поэтом в 2014 году перешёл в швейцарский «Волен», но и этот опыт был неудачным. Летом того же года Барач вернулся на родину, став игроком «Хрватски Драговоляц». 8 октября в матче против «Цибалии» он дебютировал во Второй лиге Хорватии. В 2015 году Барач присоединился к «Шибенику». 14 августа в матче против «Цибалии» он дебютировал за новую команду. 27 февраля 2016 года в поединке против своего бывшего клуба «Хрватски Драговоляц» Матео забил свой первый гол за «Шибеник».
Летом 2016 года Барач перешёл в «Осиек». 16 июля в матче против «Истра 1961» он дебютировал в чемпионате Хорватии. В поединке против загребского «Динамо» Матео забил свой первый гол за «Осиек».
Летом 2018 года Барач перешёл в венский «Рапид». Сумма трансфера составила 1,5 млн. евро. 29 июля в матче против «Адмира Ваккер Мёдлинг» он дебютировал в австрийской Бундеслиге. 15 сентября 2019 года в поединке против «Адмира Ваккер Мёдлинг» Матео забил свой первый гол за «Рапид».
19 июня 2021 года Барач перешел в российский «Сочи». 26 июля в матче против «Пари НН» он дебютировал в РПЛ. В начале 2022 года Барач был арендован самарскими «Крыльями Советов». 6 марта в матче против тульского «Арсенала» он дебютировал за новый клуб. 13 марта в поединке против «Зенита» Матео забил свой первый гол за «Крылья Советов». По окончании аренды клуб выкупил трансфер игрока.
В начале 2023 года Барач на правах аренды перешёл в бельгийский «Остенде». 12 февраля в матче против «Зюлте-Варегем» он дебютировал в Жюпиле лиге.

## Карьера в сборной
11 января 2017 года в товарищеском матче против сборной Чили Барач дебютировал за сборную Хорватии.

## Достижения
«Актобе»
- Бронзовый призёр Чемпионата Казахстана: 2024
- Обладатель кубка Казахстана: 2024

## Клубная статистика
| Выступление         | Выступление      | Выступление      | Лига | Лига | Кубки | Кубки | Еврокубки | Еврокубки | Прочее | Прочее | Итого | Итого |
| Клуб                | Лига             | Сезон            | Игры | Голы | Игры  | Голы  | Игры      | Голы      | Игры   | Голы   | Игры  | Голы  |
| ------------------- | ---------------- | ---------------- | ---- | ---- | ----- | ----- | --------- | --------- | ------ | ------ | ----- | ----- |
| Юнак (Синь)         | 3.ХНЛ            | 2013/14          | 31   | 0    | —     | —     | —         | —         | —      | —      | 31    | 0     |
| Юнак (Синь)         | Итого            | Итого            | 31   | 0    | —     | —     | —         | —         | —      | —      | 31    | 0     |
| Волен               | Челлендж-лига    | 2013/14          | 8    | 2    | —     | —     | —         | —         | —      | —      | 8     | 2     |
| Волен               | Итого            | Итого            | 8    | 2    | —     | —     | —         | —         | —      | —      | 8     | 2     |
| Хрватски Драговоляц | 2.ХНЛ            | 2014/15          | 3    | 0    | —     | —     | —         | —         | —      | —      | 3     | 0     |
| Хрватски Драговоляц | Итого            | Итого            | 3    | 0    | —     | —     | —         | —         | —      | —      | 3     | 0     |
| Шибеник             | 2.ХНЛ            | 2015/16          | 24   | 3    | 2     | 0     | —         | —         | 2      | 0      | 28    | 3     |
| Шибеник             | Итого            | Итого            | 24   | 3    | 2     | 0     | —         | —         | 2      | 0      | 28    | 3     |
| Осиек               | 1.ХНЛ            | 2016/17          | 24   | 1    | 4     | 0     | —         | —         | —      | —      | 28    | 1     |
| Осиек               | 1.ХНЛ            | 2017/18          | 26   | 0    | 1     | 0     | 7         | 0         | —      | —      | 34    | 0     |
| Осиек               | Итого            | Итого            | 50   | 1    | 5     | 0     | 7         | 0         | —      | —      | 62    | 1     |
| Рапид (Вена)        | Бундеслига       | 2018/19          | 12   | 0    | 4     | 0     | 9         | 0         | —      | —      | 25    | 0     |
| Рапид (Вена)        | Бундеслига       | 2019/20          | 18   | 3    | 2     | 1     | —         | —         | —      | —      | 20    | 4     |
| Рапид (Вена)        | Бундеслига       | 2020/21          | 27   | 0    | 2     | 0     | 6         | 0         | —      | —      | 35    | 0     |
| Рапид (Вена)        | Итого            | Итого            | 57   | 3    | 8     | 1     | 15        | 0         | —      | —      | 80    | 4     |
| → Рапид-2           | Вторая лига      | 2020/21          | 1    | 0    | —     | —     | —         | —         | —      | —      | 1     | 0     |
| → Рапид-2           | Итого            | Итого            | 1    | 0    | —     | —     | —         | —         | —      | —      | 1     | 0     |
| Сочи                | РПЛ              | 2021/22          | 10   | 0    | —     | —     | 4         | 0         | —      | —      | 14    | 0     |
| Сочи                | Итого            | Итого            | 10   | 0    | —     | —     | 4         | 0         | —      | —      | 14    | 0     |
| Крылья Советов      | РПЛ              | → 2021/22        | 6    | 1    | —     | —     | —         | —         | —      | —      | 6     | 1     |
| Крылья Советов      | РПЛ              | 2022/23          | 8    | 0    | 4     | 0     | —         | —         | —      | —      | 12    | 0     |
| Крылья Советов      | РПЛ              | 2023/24          | 6    | 0    | 5     | 0     | —         | —         | —      | —      | 11    | 0     |
| Крылья Советов      | Итого            | Итого            | 20   | 1    | 9     | 0     | —         | —         | —      | —      | 29    | 1     |
| → Остенде           | Про-лига         | 2022/23          | 6    | 0    | —     | —     | —         | —         | —      | —      | 6     | 0     |
| → Остенде           | Итого            | Итого            | 6    | 0    | —     | —     | —         | —         | —      | —      | 6     | 0     |
| Всего за карьеру    | Всего за карьеру | Всего за карьеру | 210  | 10   | 24    | 1     | 26        | 0         | 2      | 0      | 262   | 11    |